# Vasilij Zjukovskij

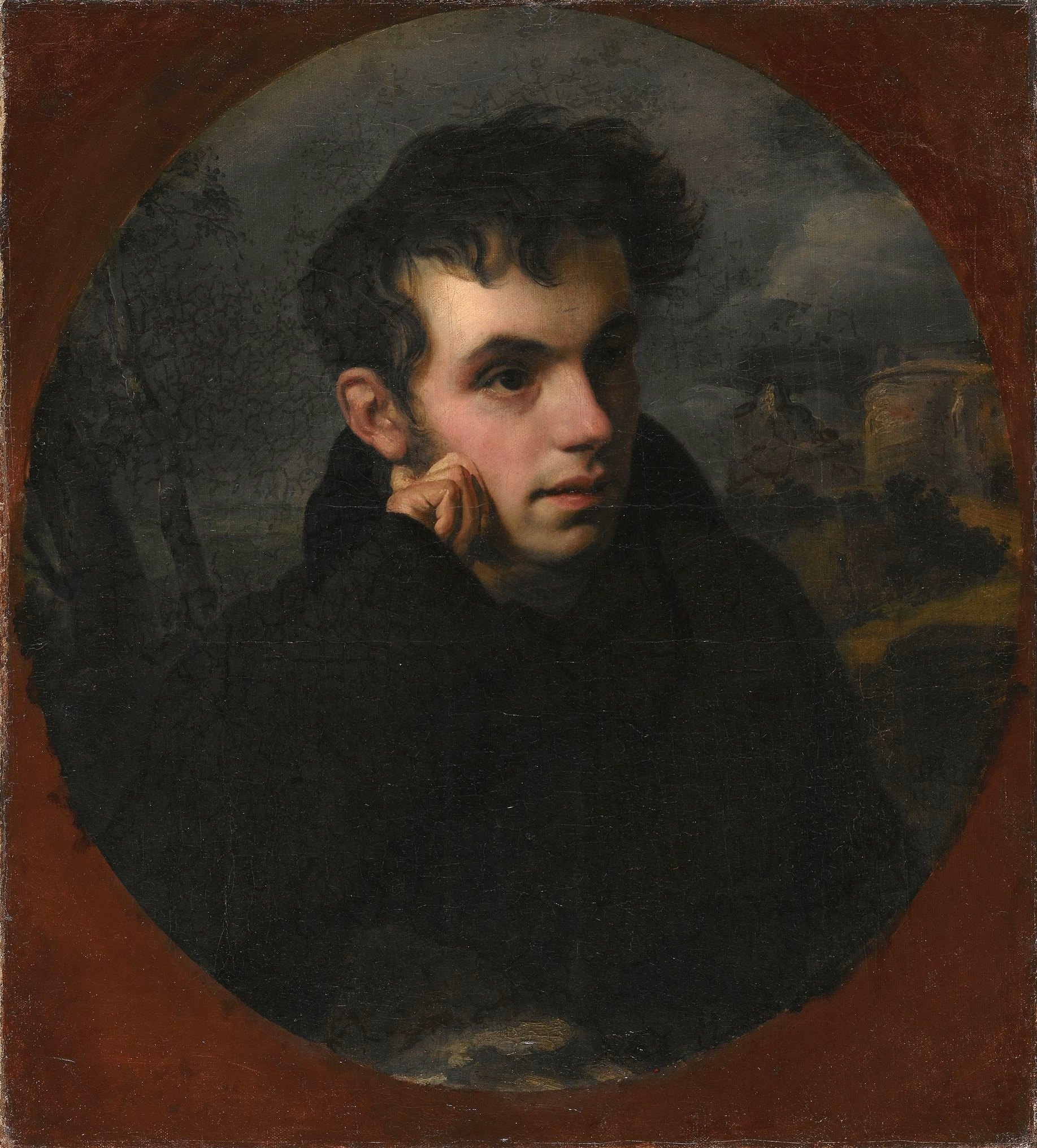
Orest Kiprenskijs porträtt av Zjukovskij, 1815.

Vasilij Andrejevitj Zjukovskij, född 9 februari 1783 (29 januari g.s.) i Misjenskoje, nära guvernementet Tula, död 24 april 1852 (12 april g.s.) i Baden-Baden, var en rysk skald.
Zjukovskij var son till godsägaren A. Bunin och en turkisk slavinna som tillfångatagits av ryska soldater i Bender.
Han uppkallades efter sin gudfar, men adopterades snart av sin fars familj. Vid 14 års ålder sattes han i Moskvas adliga universitetspension.
Under vistelsen där väcktes hans intresse för litterär verksamhet, och alltifrån 1797 fick han en rad dikter tryckta i olika publikationer. I alla dominerar en melankolisk ton, som stämde med tidens smak - det var den tid, då den ryska publiken var hänryckt över Karamzins Fattiga Liza och dess många kopior.
Efter avslutad kurs isolerade han sig i sin hemby och ägnade sig åt omfattande studier av olika länders litteratur. Han publicerade nu två alster, som betecknar epok i den ryska litteraturens utveckling, dels elegien Den lantliga kyrkogården (1802), en fri omdiktning av Grays Elegy written on a country churchyard, vars subjektiva tonfall var något för hans ryska samtid fullkomligt nytt och som inom den ryska litteraturen utgör första ansatsen till frigörelse från pseudoklassiciteten, dels balladen Ljudmila (1808), en efterbildning av Bürgers Lenore, med vilken dikt romantiken höll sitt intåg i ryska litteraturen.
Lantvistelsen avbröts 1808-10, då Zjukovskij redigerade tidskriften Vjestnik Jevropy i Moskva, och 1812, då han deltog i kriget mot Napoleon. Han skrev under fälttåget i lägret vid Tarutin den patriotiska äredikten Sångaren i de ryske krigarnas läger, en dikt, som i ett slag förvärvade honom större ryktbarhet än hela hans föregående diktning och som i tusentals exemplar spreds i armén och över landet. Denna dikt jämte en omarbetning av "God save the king": Bozje tsarja chrani, sedan dess rysk kejsarhymn, föranledde hans kallelse till ryska hovet, där han 1817 blev informator för ett par av storfurstinnorna och 1825 lärare för storfursten Alexander.
Dåmera föga produktiv som originalskald, ägnade han sig, särskilt tidtals, flitigt åt översättningsarbete, varvid hans intresse för den europeiska litteraturen ytterligare utvecklades under de utlandsresor han företog som prinsens lärare. Bland hans resor märks ett besök i Sverige 1838, vilket resulterade i några "svenska skisser", skildrande bland annat en sjöfärd till Gripsholm. Hans översättningar omfattande åtskilliga verk av Schiller, Byron, Bürger samt Odyssén och delvis Iliaden ansågs epokgörande för ryska litteraturen.
Efter 1841, då Zjukovskij lämnade sin hovsyssla, under vilken han utövade ett stort inflytande på den blivande kejsaren och begagnade sin ställning i människovänlig anda (bl. a. ingrep han, dock med ringa framgång, till dekabristernas förmån), bosatte sig Zjukovskij i Tyskland. Hans lik gravsattes vid sidan av Karamzins i Alexander Nevskij-klostret under stora hedersbetygelser. Hans samlade verk har utkommit i flera upplagor.
- Wikimedia Commons har media som rör Vasilij Zjukovskij.